# Мисько, Эммануил Петрович
Эммануил Петрович Мисько́ (укр. Еммануїл Петрович Мисько; 1929—2000) — украинский советский скульптор, педагог, профессор (1981). Член СХ СССР. Народный художник УССР (1978). Действительный член (академик) Академии искусств Украины (1997). Лауреат Государственной премии УССР имени Т. Г. Шевченко (1972).

## Биография
Родился 21 мая 1929 года в Устшиках-Дольных (Польша). В 1956 году окончил Львовский институт прикладного и декоративного искусства (сейчас Львовская национальная академия искусств). Ученик профессоров В. А. Любчика и И. В. Северы.
В 1962 году начал преподавательскую деятельность во Львовском институте прикладного и декоративного искусства. В 1966—1982 годах — председатель правления Львовской организации Союза художников Украины.
С 1988 года ректор Львовского института прикладного и декоративного искусства (с 1994 — Львовская академия искусств).
В конце 1980-х годов возглавлял Фонд культуры. Э. Мисько был в числе учредителей Академии искусств Украины (1996).
Жил и творил во Львове. Умер 12 марта 2000 года. Похоронен на Лычаковском кладбище.

## Творчество
Основные работы в области монументальной и станковой пластики.
Автор многих памятников, станковых композиций, большой галереи скульптурных портретов, в том числе, короля Руси Даниила Галицкого, украинских писателей и поэтов Ивана Франко (1964), В. Стефаника (1971), Р. Иваничука (1970), Р. Лубкивского (1977), художников Ф. Нирода (1957), А. Новакивского (1960), Е. Кульчицкой (1960), Л. Левицкого (1966),
кардинала И. Слипого и других выдающихся деятелей национальной культуры.

## Наиболее известные работы
- Памятник И. Франко (в содружестве с В. Одрехивским, Я. Чайкой и В. Борисенко — первый в УССР монумент писателю, 1964, Львов),
- Монумент Боевой славы советских вооружённых сил (1970, Львов)

## Награды
- Орден «Знак Почёта»
- Государственная премия УССР имени Т. Г. Шевченко (1972) — за монумент Боевой славы советских вооружённых сил во Львове (в соавт.).
- Народный художник УССР (1978)
- Орден «За заслуги» III степени (1999)[2]